# 长柱花
长柱花（学名：Phuopsis stylosa）为茜草科长柱草属下的一个种。